# Matthaeus Pipelare
Matthaeus Pipelare (Lovanio, 1450 circa – 1515 circa) è stato un cantore e compositore fiammingo maestro del coro e probabilmente anche suonatore di strumenti a fiato. Appartenne alla Scuola franco fiamminga.

## Biografia
Visse la prima parte della sua vita ad Anversa. Diversamente dalla maggior parte dei suoi conterranei dell'epoca, molti dei quali furono attivi in Italia, in Spagna o in altri paesi, sembra che egli non abbia mai lasciato i Paesi Bassi. Nella primavera del 1498 divenne maestro di cappella presso l'Illustre Lieve Vrouwe Broederschap (Illustre confraternita di Nostra Signora) a 's-Hertogenbosch, incarico che mantenne fino al 1500. Dal suo cognome si è indotti a presumere che Matthaeus o suo padre fossero suonatori di strumenti a fiato, per esempio suonatori di cornamusa della città.
Lo stile compositivo di Pipelare è multiforme; la sua produzione comprende pressoché tutte le forme vocali del tempo: messe, mottetti, chanson; di queste ultime, alcune hanno testi francesi, altre in lingua fiamminga. Mentre le chanson hanno tono lieve, le composizioni sacre tendono a cupa malinconia: in questo la musica di Pipelare è affine a quella del suo contemporaneo Pierre de La Rue. Progressioni e ritmi sincopati sono caratteristici del suo stile. Non ci sono pervenute sue composizioni strumentali.
Di Pipelare conosciamo 8 messe complete (alcuni manoscritti sono andati distrutti nel corso della seconda guerra mondiale), 6 mottetti e 5 chanson; di un settimo mottetto e di una sesta chanson abbiamo soltanto gli incipit, mentre un ottavo mottetto ci è giunto solo in un'intavolatura per strumento a tastiera. Una delle messe utilizza come cantus firmus la melodia della chanson borgognona L'homme armé; questa messa è composta quasi per intero a 4 voci, ma è a 5 voci nelle ultime due parti dell'Agnus Dei. La Missa Fors seulement è basata su una chanson omonima dello stesso Pipelare. Memorare mater Christi è un mottetto a sette voci dedicato ai sette dolori della Vergine Maria: evidente il simbolismo per cui ciascuna delle voci rappresenta un differente dolore della Madre di Dio; la terza voce (altus II) utilizza a mo' di cantus firmus il villancico Nunca fué pena mayor di Juan de Urrede.
Pipelare viene citato da Claudius Sebastiani in Bellum Musicale (Strasburgo, 1563) e da Andreas Ornithoparchus in Musicae activae micrologus (Lipsia, 1517), in cui lo definisce come uno dei compositori le cui opere "sgorgano dalla fontana delle arti".

## Composizioni

### Messe
1. Missa de feria
2. Missa Dicit Dominus: nihil tuleritis in via
3. Missa de Sancto Livino
4. Missa Fors seulement
5. Missa Joannes Christi care / Ecce pier meus (frammento)
6. Missa L'homme armé
7. Missa Mi-mi
8. Missa Omnium carminum (pervenuti solo altus e bassus)
9. Missa sine nomine (I)
10. Missa sine nomine (II)

Inoltre, Credo de Sancto Joanne evangelista.

### Mottetti
1. Ave castissima (pervenuto solo l'incipit)
2. Ave Maria virgo serena
3. Hic est vere martyr (pervenuto soltanto in un'intavolatura per strumento a tastiera)
4. Magnificat tertii toni
5. Memorare mater Christi
6. Salve regina
7. Virga et baculus tuus (probabilmente parte di una messa perduta)

### Chanson
1. Een vrolic wesen
2. Fors seulement (I)
3. Fors seulement (II)
4. Ic weedt een molenarinne
5. Morkin ic hebbe (pervenuto solo l'incipit)
6. Vray dieu d'amours (ne esistono 2 versioni)

## Discografia
- Matthaeus Pipelare: Missa L'homme armé, Chansons e Motets, 'Huelgas Ensemble' (Paul Van Nevel), Sony